# Rue de la Montagne-d'Aulas
La rue de la Montagne-d'Aulas est une voie située dans le quartier de Javel dans le 15e arrondissement de Paris.

## Situation et accès
La rue de la Montagne-d'Aulas est desservie à proximité par la ligne 8 à la station Lourmel.

## Origine du nom
Elle porte le nom du mont d'Aulas dans les Cévennes.

## Historique
La voie est ouverte dans les années 1980 sous le nom de « voie BA/15 », lors de la restructuration de la ZAC Citroën-Cévennes. Elle prend son nom actuel le 10 avril 1989.

## Bâtiments remarquables et lieux de mémoire
- La bibliothèque Gutenberg, architecte Frank Hammoutène (1990)[1].